# Esporte no México
O desporto no México é praticado em diversas modalidades e organizado por confederações nacionais de esportes sendo a principal o Comitê Olímpico Mexicano. O futebol é o esporte mais popular no México, seguido pelo boxe, beisebol, basquete, golfe, artes marciais mistas (MMA), luta livre e charreada também são apreciados. A prática esportiva é reconhecida como um direito humano protegido pelo Estado, isto no artigo 4 da Constituição.

## Esportes tradicionais
A charreada é um dos esportes nacionais do México, que consiste de uma série de eventos equestres. É um estilo de rodeio desenvolvidos pelo povo do México que estava interessada em manter as tradições do charro vivo. Um charro é um termo que se refere a um tradicional cavaleiro ou um cowboy do México, originário do Estado de Jalisco.

## Esportes em equipe

### Futebol
O futebol tem sido jogado profissionalmente no país desde o início de 1900. O primeiro clube mexicano, Pachuca CF, ainda bem que existe. Desde 1996, o país teve duas temporadas divididas ao invés de um longo período tradicional. Há duas divisões separadas e playoff da liga. Este sistema é comum em toda América Latina. Depois de muitos anos de chamar o temporadas regulares como "Verano" (Verão) e "Invierno" (Inverno), a Primera División de México  os jogadores do México são mexicanos dooh
(México Primeira Divisão do campeonato) mudaram o nome da competição, e optou por um nome tradicional do "Apertura" (abertura) e "Clausura" (fechamento) de eventos. A divisão Apertura começa no meio do verão no México e termina antes do início oficial do inverno. A divisão Clausura começa durante o Ano Novo, e conclui na primavera.
O futebol mexicano é dividido em quatro divisões, começando com a Primera División de México, Primera División A, Segunda División de México, e Tercera División de México. As equipes são promovidos e rebaixados pela Federación Mexicana de Fútimebol Asociación. Rebaixamento é uma prática comum no futebol mexicano. Isso inclui com um clube da divisão da liga de topo se movendo para baixo, e um lado da divisão da liga inferior 

### Beisebol
Outro esporte com grande tradição profissional é o beisebol, que segundo as últimas pesquisas é o terceiro esporte mais popular do México. O beisebol é o esporte mais popular nas regiões norte e sudeste, além de um dos com maior participação em competições profissionais internacionais (junto com o boxe) deram ao país.
O México possui diversas ligas profissionais, entre as quais se destacam a Liga Mexicana de Beisebol (LMB) e a Liga Mexicana do Pacífico (LMP). A popularidade do LMB se deve ao fato de as equipes que possui estarem distribuídas por quase todo o país; É o que tem maior tradição, pois foi fundado em 1925; e proporcionou a maioria dos jogadores mexicanos de beisebol que chegam às Ligas Principais, é afiliado às Ligas Menores dos Estados Unidos sob a classificação 'AAA' e possui academia própria de desenvolvimento de talentos localizada em El Carmen, Nuevo León; Atualmente é composto por 16 equipes divididas em 2 zonas (Zona Norte e Zona Sul).

### Futebol Americano
O futebol americano é o quinto esporte mais popular no México, onde as principais competições são a Liga Profissional de Futebol Americano (LFA) e a Liga Mexicana de Futebol Americano (FAM). É provável que o futebol americano tenha chegado ao México no início do século XX por jovens mexicanos que regressaram dos Estados Unidos, onde este desporto se originou, contribuindo para a sua popularidade em diferentes regiões. Um total de 14 mexicanos já jogaram na National Football League (NFL). O maior expoente desse esporte no México é Raul Allegre, que venceu dois Super Bowls como jogador do New York Giants.
Em 2018, a LFA assinou um acordo com a Canadian Football League (CFL) do futebol canadense, esporte semelhante ao futebol americano, buscando elevar o nível com a troca de jogadores das duas ligas.

### Basquete
O terceiro esporte coletivo praticado profissionalmente no México é o basquete. Atualmente a liga mais importante do país neste esporte é a Liga Nacional de Basquetebol Profissional (LNBP), e no ramo feminino a Liga Mexicana de Basquete Profissional Feminino (LMBPF). Sua origem remonta a 1902, com uma partida realizada na cidade de Puebla graças a Guillermo Spencer, que dirigia o Instituto Metodista da cidade. Três anos depois, no âmbito das comemorações do 5 de maio, abriram-se as portas ao primeiro jogo profissional.
O maior sucesso internacional da modalidade para o país foi a medalha de bronze da seleção nacional no torneio de basquete nas Olimpíadas de Berlim de 1936.

### Hóquei no Gelo
México ingressou na Federação Internacional de Hóquei no Gelo em abril de 1985. A seleção mexicana de hóquei disputou sua primeira partida internacional no Campeonato Mundial de Hóquei no Gelo de 2000, perdendo para a seleção belga de hóquei no gelo por 5-0. Desde então, eles participaram de todas as copas do mundo de hóquei. É a única seleção da América Latina que disputa o torneio IIHF.
A Liga Mexicana de Hóquei de Elite (LMEH) foi inaugurada em 2 de outubro de 2010 com o objetivo de estabelecer o hóquei no gelo em alto nível internacional. Isto foi conseguido com a participação conjunta do investimento privado e das equipas profissionais de hóquei já existentes no país.

### Voleibol
O voleibol é uma das modalidades que mais cresce, sendo praticado como uma das disciplinas básicas em nível escolar. Atualmente existem dois circuitos profissionais desta modalidade; tanto no ramo masculino, Liga Mexicana de Voleibol Masculino (LMVV), quanto no ramo feminino, Liga Mexicana de Voleibol Femenino (LMVF). Ambos os circuitos foram criados com o objetivo de servir de base para a integração das seleções nacionais do ciclo olímpico de Rio de Janeiro 2016, já que foram formadas equipes de vários pontos do México para observá-los. Porém, esta não foi a primeira tentativa de criação de uma liga profissional de vôlei no México, já que anteriormente a Premier Volleyball League (LPV) também foi desenvolvida em ambas as filiais.

## Esportes individuais

### Boxe
O boxe é o segundo esporte mais popular no México, embora ocupe o primeiro lugar se falarmos de esportes individuais. O país é considerado uma potência mundial, tendo em sua história cerca de 116 campeões diferentes com mais de 250 campeonatos mundiais conquistados no total. O Conselho Mundial de Boxe (WBC) é uma das quatro maiores organizações reconhecidas pelo IBHOF que sancionam os campeonatos mundiais de boxe.
Também participou dos Jogos Olímpicos. No total, conquistou 13 medalhas, sendo duas de ouro, três de prata e oito de bronze.

### Golfe
O golfe é um esporte popular no México, com mais de 150 campos de golfe. Lorena Ochoa, que foi a jogadora de golfe número um do mundo antes de se aposentar abruptamente em 2010, ajudou a aumentar a popularidade do golfe naquele país. Em 10 de novembro de 2018, Gaby López venceu seu primeiro evento do LPGA Tour no Blue Bay LPGA e foi a porta-bandeira do México na abertura da Olimpíadas de Tokio 2020.

### Atletismo
O atletismo mexicano é governado pela Federação Mexicana de Associações de Atletismo (FMAA), fundada em 1925. É composta por 35 associações, das quais 31 são estatais, uma para a Cidade do México e três para instituições públicas (Instituto Mexicano do Seguro Social, a Universidade Nacional Autônoma do México e o Instituto Politécnico Nacional). Para o seu funcionamento está dividido em sete comissões: Caminhada, Estrada e cross country, Distância longa e média distância, Saltos e lançamentos, Velocidade e barreiras, Área técnica e Atletas Master.
Os atletas participaram de quinze das dezoito edições do Campeonato Mundial de Atletismo, nos quais obtiveram 13 medalhas (3 de ouro, 3 de prata e 7 de bronze). Nos Jogos Olímpicos, 11 das 73 medalhas do México vêm deste esporte, sendo a colheita de 3 de ouro, 6 de prata e 2 de bronze.

### Artes marciais mistas
As artes marciais mistas no México tiveram um aumento de popularidade no final dos anos 2000, em grande parte devido à ascensão do Ultimate Fighting Championship e à influência de outros esportes de contato, como taekwondo e boxe. O primeiro evento do UFC realizado no país foi o UFC 180 em 18 de novembro de 2014. As três empresas deste esporte no país são LUX Fight League, Ultimate Warrior Challenge México e Budo Sento Championship.
O México é o segundo país da América Latina (o primeiro se falarmos dos países de língua espanhola) com mais campeões mundiais de MMA.

### Taekwondo
O país, também considerado uma das grandes potências do Taekwondo, teve importantes participações internacionalmente nos Jogos Olímpicos, nos quais obteve 7 medalhas (duas de ouro, duas de prata e três de bronze) ocupando o sexto lugar no histórico quadro de medalhas; Nos Jogos Pan-Americanos, o México ocupa o primeiro lugar no quadro de medalhas, com 58 medalhas divididas em 27 de ouro, 12 de prata e 19 de bronze.
É, superado apenas pelo futebol, o segundo esporte mais praticado pela população.